# Mortadel·lo i Filemó contra en Jimmy el Catxondo
Mortadel·lo i Filemó contra en Jimmy el Catxondo (títol original en castellà: Mortadelo y Filemón contra Jimmy el Cachondo) és la tercera pel·lícula protagonitzada per Mortadel·lo i Filemó, la famosa parella d'agents del còmic espanyol, que es va estrenar el 28 de novembre de 2014. És guanyadora de dues Goya (millor pel·lícula d'animació i millor guió adaptat), un Gaudí (millor pel·lícula d'animació) i un Forqué (Premi Especial EGEDA al millor llargmetratge documental o d'animació), tots obtinguts en 2015. Ha estat doblada al català.
Està completament desenvolupada en animació en 3D, a diferència de les seves predecessores Mortadelo i Filemó (2003) i Mortadel·lo i Filemó. Missió: Salvar la Terra (2008).

## Resum
Jimmy el Catxondo i els seus sequaços, han sostret amb facilitat un document ultra-secret de la T.I.A., cosa que la deixa en ridícul davant de les altres agències d'espionatge. Al "Súper" no li quedarà més remei que encarregar-li l'escarment del vilà i recuperació del document a Mortadel·lo i Filemó. A més, el violent criminal "Tronchamulas" ha escapat de la presó per a venjar-se de Filemó, autor de la seva detenció en el passat, amb qui hauran d'aliar-se per a trobar el cau del malfactor. El Professor Bacterio ajudarà a la parella amb el seu nou invent, la "Reversicina", un beuratge que fa canviar a les persones al contrari del que són o pensen en realitat.

## Repartiment
| Personatge          | Veu original               | Veu catalana                    |
| ------------------- | -------------------------- | ------------------------------- |
| Mortadel·lo         | Karra Elejalde             | José Javier Serrano             |
| Filemó              | Janfri Topera (real)       | Quim Roca (real)                |
| Filemó              | Ramón Langa (imaginari)    | Joan Carles Gustems (imaginari) |
| Jimmy el "Catxondo" | Gabriel Chame              | Aleix Estadella                 |
| Trincamulas         | José Alias (normal)        | Francesc Belda (normal)         |
| Trincamulas         | Víctor Monigote (revertit) | Ivan Labanda (revertit)         |
| El "Súper"          | Mariano Venancio           | Jordi Royo                      |
| Professor Bacteri   | Enrique Villén             | Jaume Lleal                     |
| Ofelia              | Berta Ojea                 | Meritxell Ané                   |
| Irma                | Athenea Mata               | Meritxell Calvo                 |
| Trencasostres       | Emilio Gavira              | Xavier de Llorens               |
| Mari                | Chani Martín               | ???                             |
| Trini               | Manuel Tallafé             | ???                             |

## Producció
El director és Javier Fesser (el mateix de la primera) i està produïda per Zeta Audiovisual, Películas Pendelton, Warner Bros Espanya i Ilion Animation Studios. El guió del film està elaborat pel mateix Fesser, Cristóbal Ruiz i Claro García.
La música de la pel·lícula va ser a càrrec del compositor Rafael Arnau, incloent una versió del clàssic Me olvidé de vivir, de Julio Iglesias, interpretada per Macaco. Malgrat el bon acolliment, la banda sonora no s'ha publicat de manera oficial.
La pel·lícula té adaptació en historieta, amb llapis i vinyeta del propi Francisco Ibáñez, titulada d'igual manera: Contra Jimmy el Cachondo Es va publicar dies després que el film, al desembre de 2014. L'àlbum segueix una línia diferent dels esdeveniments del llargmetratge, encara que té moltes referències i idees obtingudes d'aquest. A diferència dels còmics de Francisco Ibáñez, el protagonisme en la pel·lícula recau en Filemó i no en Mortadelo. Això es deu al fet que Javier Fesser, director de la pel·lícula, sent una especial predilecció pel primer personatge. L'autor dels personatges, Francisco Ibáñez, va quedar molt satisfet amb el resultat del projecte.
El Super, Ofèlia i Trencasostres són els únics personatges els actors de doblatge dels quals són els mateixos actors que van interpretar als seus personatges en les 2 pel·lícules anteriors. Janfri Talpera, que va interpretar al professor Bacterio, dona en canvi veu a Filemó.
No s'ha trobat notícies del doblatge en català. Fesser no en va supervisar el doblatge, però va dir que es va dur a terme "intentant aproximar-se al màxim a la versió original". Això pot fer pensar que el doblatge es va fer amb presses i que no se li va donar la importància que mereixia.

## Recepció
La pel·lícula va recaptar 1,4 milions d'euros el cap de setmana de la seva estrena, la xifra més alta d'una pel·lícula d'animació espanyola des de Les aventures de Tadeu Jones però lluny dels pronòstics que auguraven gairebé el doble de recaptació. Fins a gener de 2015 la pel·lícula havia aconseguit a Espanya gairebé 5 milions d'euros sobre un pressupost de 10 milions.
La recepció crítica va ser generalment positiva. A Filmaffinty els comentaris ressaltaven especialment el ritme trepidant de la pel·lícula i la qualitat de l'animació. Les crítiques negatives es van dirigir a la falta d'unió entre la successió d'acudits per aconseguir una història més sòlida.

## Premis i nominacions
| Premi                  | Categoria                                                               | Receptor(s)                                                             | Resultat   |
| ---------------------- | ----------------------------------------------------------------------- | ----------------------------------------------------------------------- | ---------- |
| Premis Forqué 2014     | Premi Especial EGEDA al millor llargmetratge de documental o d'animació | Premi Especial EGEDA al millor llargmetratge de documental o d'animació | Guanyadora |
| Medalles del CEC 2014  | Millor llargmetratge d'animació                                         | Millor llargmetratge d'animació                                         | Guanyador  |
| Medalles del CEC 2014  | Millor guió adaptat                                                     | J. Fesser Cristóbal Ruiz Clar García                                    | Guanyador  |
| Premis Feroz 2014      | Millor comèdia                                                          | Millor comèdia                                                          | Nominada   |
| Premis Feroz 2014      | Millor música original                                                  | Rafael Arnau                                                            | Nominada   |
| Premis Gaudí de 2014   | Millor pel·lícula d'animació                                            | Millor pel·lícula d'animació                                            | Guanyadora |
| Premios Goya 2014      | Millor pel·lícula d'animació                                            | Millor pel·lícula d'animació                                            | Guanyadora |
| Premios Goya 2014      | Millor guió adaptat                                                     | Javier Fesser Cristóbal Ruiz Clar García                                | Guanyadora |
| Premios Goya 2014      | Millor direcció artística                                               | Víctor Monigote                                                         | Nominada   |
| Premios Goya 2014      | Millor direcció de producció                                            | Luis Fernández Lago Julián Larrauri                                     | Nominada   |
| Premios Goya 2014      | Millor cançó original                                                   | Rafael Arnau ("Morta y File")                                           | Nominada   |
| Premios Goya 2014      | Millor so                                                               | Nicolas de Poulpiquet James Muñoz                                       | Nominada   |
| Premis Platino de 2015 | Millor pel·lícula d'animació                                            | Millor pel·lícula d'animació                                            | Nominada   |